# Llanta de aleación

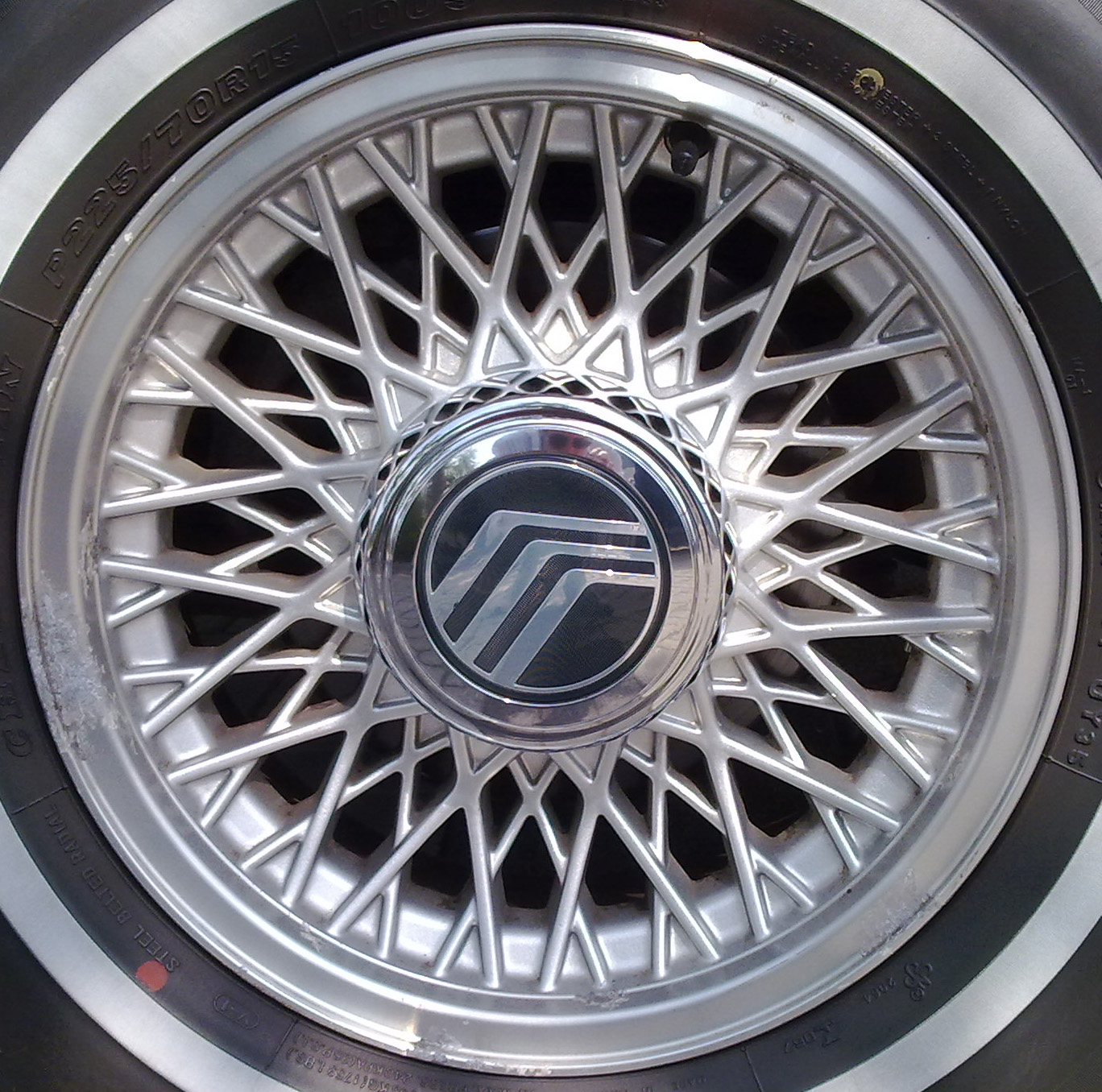
Rueda con llanta de aleación en un Mercury Grand Marquis.

En la industria automotriz, las llantas de aleación o rines de aluminio son los aros metálicos sobre los que se colocan los neumáticos, que se fabrican a partir de una aleación de aluminio o de magnesio. Las aleaciones son mezclas de un metal y otros elementos, que por lo general proporcionan una mayor resistencia que los metales puros, que suelen ser mucho más blandos y dúctiles. Las aleaciones de aluminio o magnesio son típicamente más ligeras para obtener una resistencia dada, proporcionan una mejor conducción de calor, y a menudo producen una apariencia estética mejorada en comparación con las llantas de acero. Aunque el acero, el material más común utilizado en la producción de llantas, es una aleación de hierro y carbono, el término "llanta de aleación" generalmente se reserva para las que son fabricadas con aleaciones no ferrosas.
Las primeras llantas de aleación ligera estaban hechas de aleaciones de magnesio. Aunque no se generalizaron en los vehículos comunes, siguieron siendo populares durante la década de 1960, aunque en cantidades muy limitadas. A mediados y finales de la década de 1960, los refinamientos de la fundición de aluminio permitieron la fabricación de ruedas más seguras que no eran tan frágiles. Hasta ese momento, la mayoría de las llantas de aluminio sufrían de una baja ductilidad, que por lo general oscilaba entre el 2-3% de elongación. Debido a que las llantas de aleación ligera por entonces a menudo estaban hechas de magnesio, los primeros problemas detectados se atribuyeron más tarde a la baja ductilidad del magnesio, cuando en muchos eran llantas de aleación de aluminio mal fundidas. Una vez que estas mejoras en la fundición del aluminio se adoptaron más ampliamente, las llantas de aluminio reemplazaron a las de magnesio como ruedas de bajo costo y alto rendimiento para los deportes de motor.

## Características

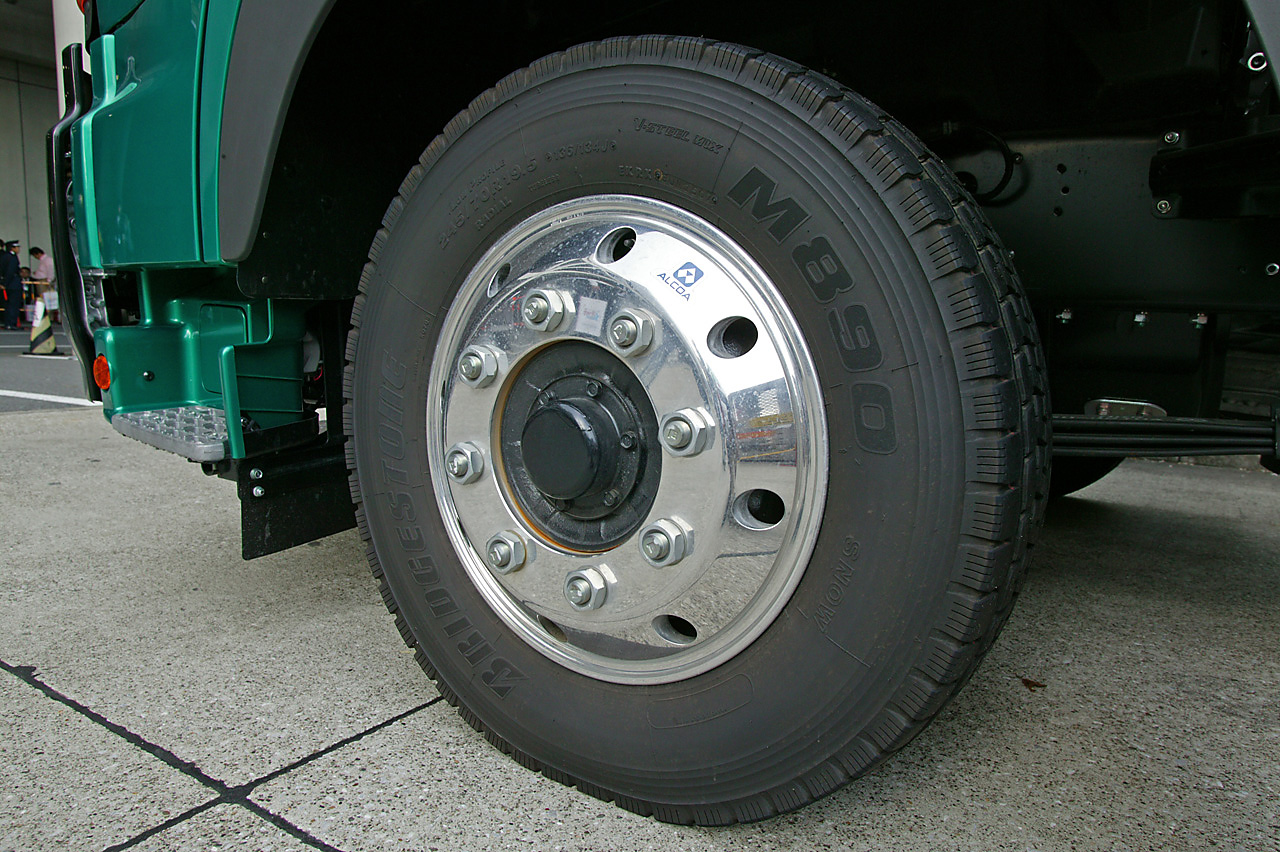
Llanta de aleación de alta resistencia de Alcoa para autobuses y camiones.

Las ruedas más ligeras pueden mejorar el rendimiento de un vehículo al reducir la masa no suspendida, lo que permite que la suspensión se ciña al terreno más de cerca y así mejorar el agarre. Sin embargo, no todas las ruedas de aleación son más ligeras que sus equivalentes de acero. La reducción de la masa total del vehículo también puede ayudar a reducir el consumo de combustible.
La mejor conductividad térmica y un diseño de rueda más abierto pueden ayudar a disipar el calor generado en los frenos, lo que mejora el rendimiento de frenado en condiciones de conducción más exigentes y reduce la posibilidad de una disminución de la capacidad de frenado o incluso de un fallo debido al sobrecalentamiento.

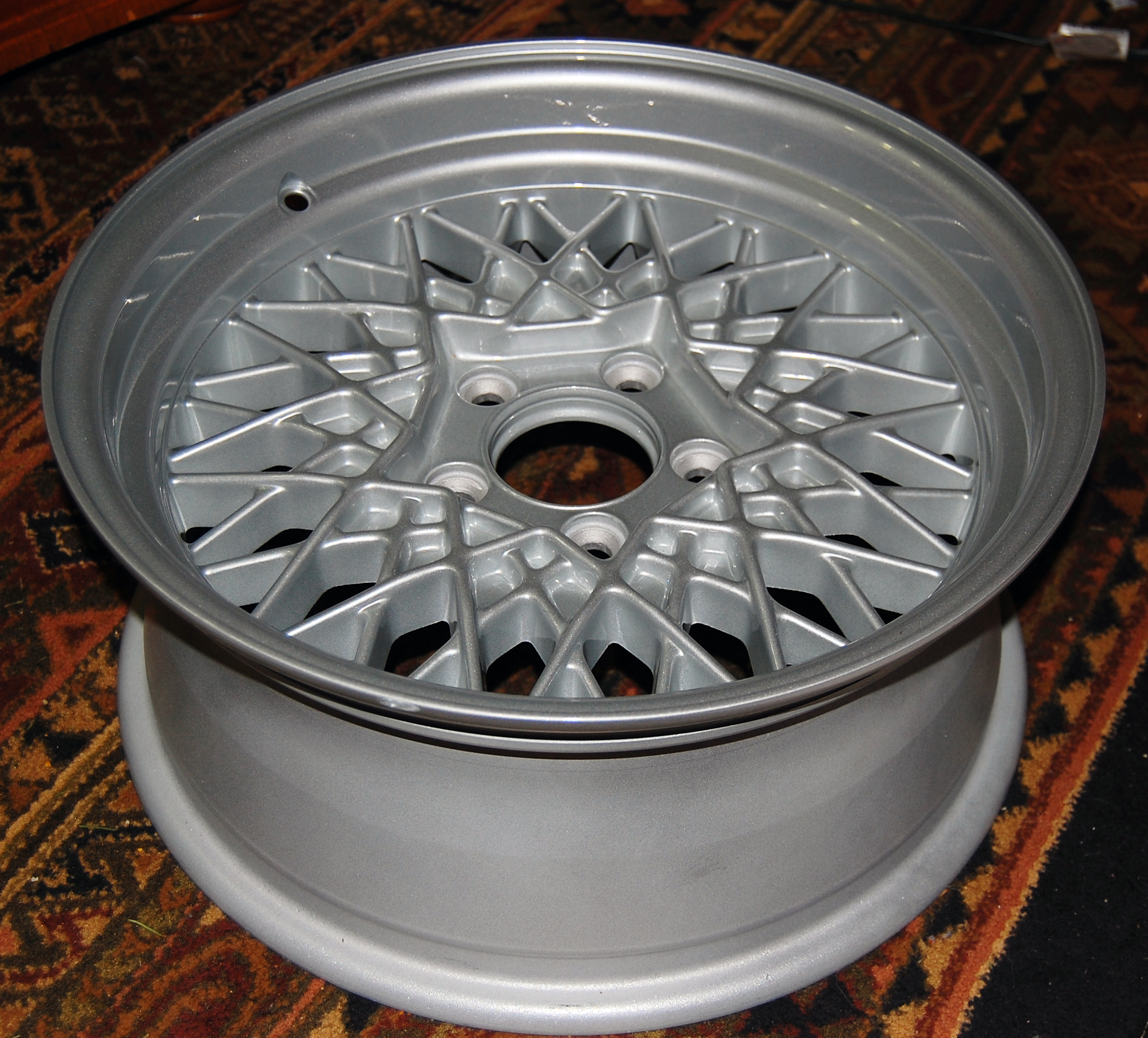
Una llanta de aleación de aluminio con radios cruzados.

Las llantas de aleación también se compran con fines estéticos, aunque las aleaciones más baratas utilizadas generalmente no siempre son resistentes a la corrosión. Las aleaciones permiten el uso de atractivos acabados de metal desnudo, pero deben sellarse con pintura o con tapacubos. Incluso si están así protegidas, la superficie de las llantas en uso finalmente comenzará a corroerse después de 3 a 5 años, aunque actualmente la renovación de las llantas está ampliamente disponible a un costo relativamente económico. Los procesos de fabricación también permiten diseños intrincados y atrevidos. Por el contrario, las llantas de acero generalmente se prensan a partir de chapas y luego se sueldan entre sí (a menudo dejando rebabas poco estéticas), y deben pintarse para evitar la corrosión y/o protegerse con cubiertas de ruedas o tapacubos.
Suelen ser propensas a la corrosión galvánica, lo que puede hacer que los neumáticos pierdan aire si no se toman las medidas preventivas adecuadas. Además, son más difíciles de reparar que las de acero cuando están dobladas, pero su precio más alto generalmente hace que las reparaciones sean más baratas que su reemplazo.

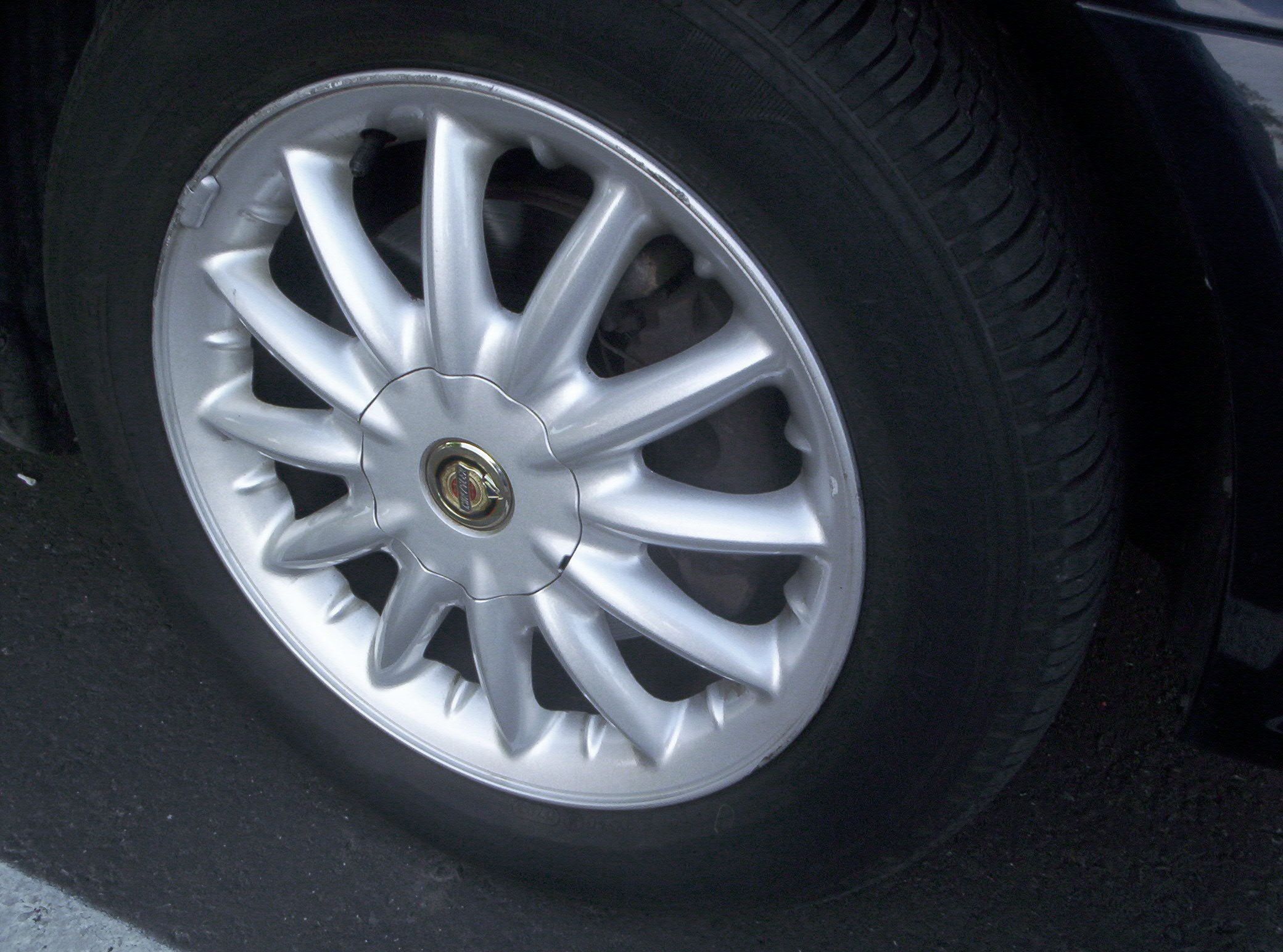
Llantas de aleación de la FCA US.

Las llantas de aleación son más caras de producir que las llantas de acero estándar y, por lo tanto, a menudo no se incluyen como equipo estándar, sino que se comercializan como complementos opcionales o como parte de una equipación más costosa. Sin embargo, se han vuelto considerablemente más comunes a partir del año 2000 y ahora se ofrecen en coches económicos y subcompactos, cuando en la década anterior a menudo no eran opciones de fábrica en vehículos económicos. Se han incluido durante mucho tiempo como equipo estándar en coches deportivos o de lujo de mayor precio, siendo opciones las llantas de aleación de mayor tamaño o "exclusivas". El alto costo de las llantas de aleación las hace atractivas para los ladrones. Para evitar este problema, los fabricantes de automóviles y los distribuidores a menudo usan tuercas de llanta o pernos que requieren una llave especial para poderse desmontar.
La mayoría de las llantas de aleación se fabrican mediante procesos de fundición, aunque algunas son forjadas. Las ruedas forjadas suelen ser más ligeras y resistentes, pero mucho más caras que las ruedas fundidas. Hay dos tipos de ruedas forjadas: de una pieza y modulares. Las ruedas forjadas modulares pueden presentar un diseño de dos o tres piezas (la base del borde interior, el borde exterior y la pieza central de la rueda con aberturas para las tuercas). Todas las partes de una rueda modular se sujetan con pernos. La BBS RS es una de las ruedas forjadas modulares de tres piezas más conocidas.

## Como accesorios
Una selección considerable de llantas de aleación está disponible para los propietarios de automóviles que desean llantas más ligeras, visualmente atractivas, singulares y/o más grandes en sus coches, desde llantas estándar de 14 y 15 pulgadas, a tamaños de 16, 17, 18, 19, 20, 21, 22, 24, 26 y 28 pulgadas.
Aunque reemplazar las llantas de acero estándar de serie por llantas de aleación más ligeras y de perfil potencialmente más bajo puede resultar en un mayor rendimiento y en un mejor manejo, esto no necesariamente se cumple cuando se emplean llantas cada vez más grandes. La investigación realizada por la revista Car and Driver utilizando una selección de llantas de aleación de tamaños diferentes al de 16 a 19 pulgadas (40,6 a 48,3 cm), todas equipadas con la misma marca y modelo de llantas, mostró que tanto la aceleración como la economía de combustible quedaban penalizados con llantas más grandes. También se comprobó que la comodidad de conducción y el ruido se vieron afectados negativamente por las ruedas más grandes.

## Llantas de aleación de magnesio

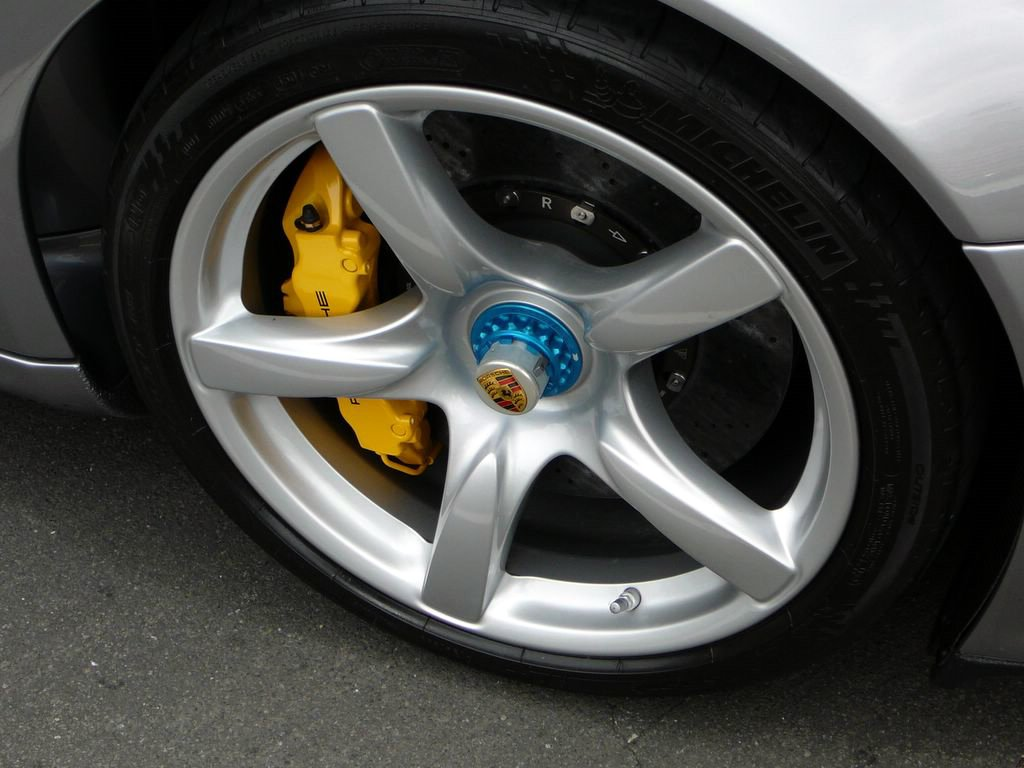
Llanta de aleación de magnesio en un Porsche Carrera GT.

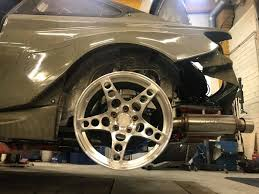
Llanta de aleación forjada de magnesio en un automóvil BMW Motorsports.

Las llantas de aleación de magnesio fueron las primeras llantas fundidas a presión producidas. Se utilizaron originalmente para las carreras, pero su popularidad durante la década de 1960 llevó al desarrollo de otras llantas de fundición a presión, particularmente de aleaciones de aluminio. En inglés, el término "ruedas mag" se convirtió en sinónimo de ruedas de fundición a presión fabricadas con cualquier material, desde modernas ruedas de aleación de aluminio hasta ruedas de plástico y compuestos que se utilizan en artículos como bicicletas, sillas de ruedas y monopatines.
Sin embargo, las ruedas de magnesio puro ya no se producen, y solo se encuentran en algunos automóviles clásicos. El magnesio puro adolece de muchos problemas, y las llantas clásicas fabricadas con este material eran muy susceptibles al picado, el agrietamiento y la corrosión superficial. El magnesio en bruto es difícil que arda, pero las ruedas de magnesio puro pueden incendiarse debido a un neumático en llamas o por el roce prolongado de la rueda contra la superficie de la carretera después de un pinchazo. Posteriormente, se desarrollaron aleaciones de magnesio para aliviar la mayoría de estos problemas. De hecho, la Administración Federal de Aviación de EE. UU. ha realizado pruebas de gran alcance y ha llegado a la conclusión de que ya no se considera que la inflamabilidad potencial del magnesio sea un problema grave. Las modernas tecnologías de tratamiento de superficies brindan protección contra la corrosión y extienden significativamente el ciclo de vida promedio de las llantas de magnesio.

## Métodos de producción

### Forja
El forjado se puede realizar mediante un proceso fragua de una o varias etapas a partir de varias aleaciones de magnesio, más comúnmente AZ80 o ZK60 (MA14 en Rusia). Las ruedas producidas por este método suelen ser de mayor tenacidad y ductilidad que las ruedas de aluminio, aunque los costos son mucho más altos. La forja es un proceso complicado que involucra procesos tales como calentamiento, laminado, aplicación de alta presión, martillado y/o combinación de estos procesos. Como resultado, la estructura molecular de la aleación cambia y el material se vuelve más fuerte y más ligero.

### Montaje
Hay ruedas forjadas de una, dos y tres piezas. Cada pieza es originalmente una palanquilla de aleación, que luego se transforma en una rueda, en los casos de ruedas forjadas de una pieza, o en una pieza de rueda en los casos de ruedas de varias piezas.

### Fundición a alta presión
Este proceso utiliza una matriz dispuesta en una máquina grande que tiene una fuerza de cierre alta para sujetar la matriz cerrada. El magnesio fundido se vierte en un tubo de llenado llamado manguito de inyección. Un pistón empuja el metal dentro del troquel con alta velocidad y presión, el magnesio se solidifica y el troquel se abre y se suelta la rueda. Las llantas producidas por este método pueden ofrecer reducciones de precio y mejoras en la resistencia a la corrosión, pero son menos dúctiles y de menor resistencia mecánica debido a la naturaleza de la fundición a presión a alta presión.

### Fundición a baja presión
Este proceso generalmente emplea una matriz de acero, colocada encima de un crisol lleno de magnesio fundido. Por lo general, el crisol se sella contra la matriz y se usa una mezcla de aire presurizado o gas para forzar a que el metal fundido suba por un tubo hasta rellenar la matriz.

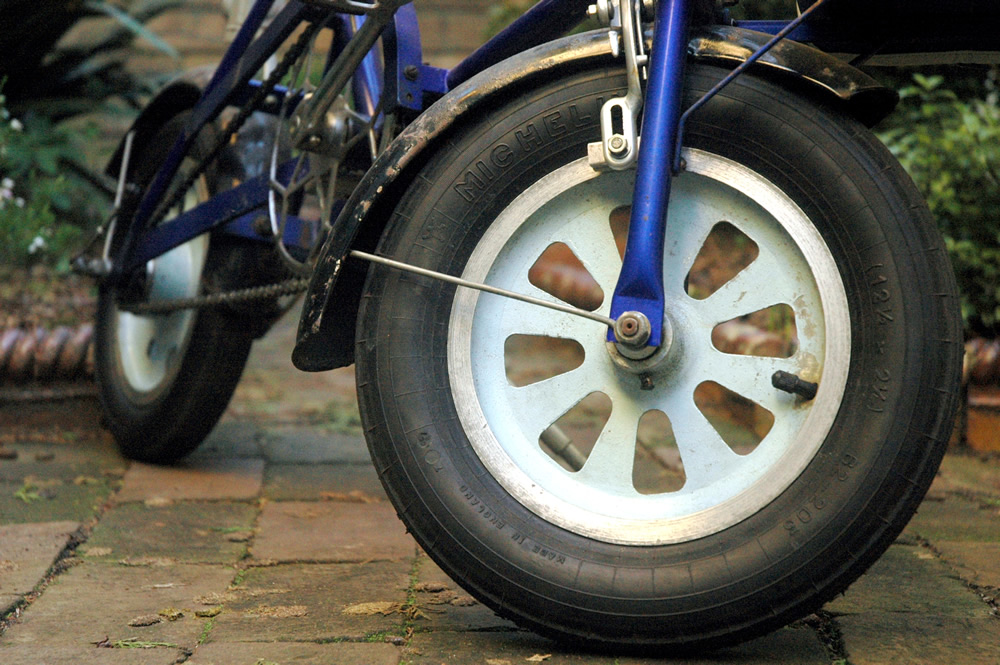
Rueda de bicicleta de aleación moldeada por gravedad (Bicicleta Bootie Folding, años 1960).

Cuando se fabrican utilizando procesos cuidadosos, las ruedas de fundición a baja presión pueden ofrecer mejoras en la ductilidad sobre las ruedas de magnesio y sobre cualquier rueda de aluminio fundido, aunque siguen siendo menos dúctiles que las de magnesio forjado.

### Fundición por gravedad
Las ruedas de magnesio fundido vertido por gravedad se fabrican desde principios de la década de 1920 y proporcionan una buena ductilidad y propiedades relativas superiores a las que se pueden fabricar con fundición de aluminio. Los costos de herramientas para las ruedas fundidas por gravedad se encuentran entre los más baratos de cualquier proceso. Esto ha permitido una producción de lotes pequeños, flexibilidad en el diseño y un tiempo de desarrollo corto.